# 500 Milhas de Indianápolis de 2017
A 101ª edição das 500 Milhas de Indianápolis (creditada oficialmente como "101st Indianapolis 500 presented by PennGrade Motor Oil") foi a sexta etapa do calendário de corridas da temporada de 2017 da IndyCar Series. Foi disputada no dia 28 de maio no Indianapolis Motor Speedway, localizado na cidade de Speedway, em Indiana.
Uma das atrações desta edição foi a presença do piloto espanhol Fernando Alonso, que neste ano era piloto da equipe McLaren, da Formula 1, e abriu mão de disputar o GP de Mônaco para competir nas 500 Milhas. Alonso foi 10o piloto campeão da Formula 1 a disputar esta tradicional prova. A presença de Alonso na corrida fez disparar as audiências da Indy via internet. Só para se ter uma ideia, as transmissões online dos treinos da prova tiveram um aumento de 1528% como resultado do "fator Alonso".
A prova foi vencida por Takuma Sato, da Andretti Autosport, que tornou-se o primeiro japonês a vencer as 500 Milhas. Foi também o segundo triunfo seguido da equipe nas 500 Milhas, já que na edição anterior, o vencedor foi o norte-americano Alexander Rossi, da Andretti-Herta, que cruzou a linha de chegada sem combustível no tanque.

## Pilotos inscritos
Além dos 19 pilotos que disputarão a temporada completa, foram inscritos:
- Fernando Alonso (Andretti Autosport): o bicampeão de Fórmula 1 surpreendeu ao anunciar que disputaria as 500 Milhas, abrindo mão de participar do GP de Mônaco, numa associação entre a Andretti e a McLaren, atual equipe do espanhol na principal categoria do automobilismo. Especialmente para essa prova, o time de Alonso foi batizado de McLaren-Honda Andretti.[6]
- Zach Veach (A. J. Foyt Enterprises): inscrito pela equipe do ex-piloto A. J. Foyt, Veach antecipou sua estreia na categoria no GP do Alabama, entrando no lugar do lesionado J. R. Hildebrand na Ed Carpenter Racing.
- Jack Harvey (Andretti Autosport): egresso da Indy Lights, correrá as 500 Milhas numa associação entre a Andretti Autosport e a Michael Shank Racing.
- Pippa Mann (Dale Coyne Racing): pela quinta edição seguida, inscreveu-se para tentar uma vaga no grid com a Dale Coyne, guiando novamente o carro #63.
- Sage Karam (Dreyer & Reinbold Racing): pelo segundo ano consecutivo, o norte-americano disputará apenas a Indy 500 com a Dreyer & Reinbold, desta vez sem apoio de outra equipe.
- Buddy Lazier (Lazier Partners Racing): mais velho entre os inscritos, o campeão da Indy 500 de 1996 tentará novamente uma vaga na prova. Em 25 provas, Lazier classificou-se em 17.
- Oriol Servià (Rahal Letterman Lanigan Racing): além das 500 Milhas, o espanhol correrá ainda a rodada dupla em Detroit.
- Jay Howard (Schmidt Peterson Motorsports): o inglês, que não disputava provas da Indy desde o GP de Las Vegas em 2011, marcado pelo acidente fatal do compatriota Dan Wheldon, volta à categoria para tentar uma vaga no grid. Seu carro terá o suporte de Tony Stewart, ex-piloto da Indy e aposentado desde 2016.
- Gabby Chaves (Harding Racing): o colombiano disputará apenas as 500 Milhas pela novata equipe Harding Racing.
- Spencer Pigot (Juncos Racing): emprestado pela Ed Carpenter Racing somente para as 500 Milhas, Pigot inscreveu-se com o carro #11 da novata equipe Juncos Racing, que comprou o espólio da KV.
- Juan Pablo Montoya (Team Penske): sem vaga para a temporada 2017, Montoya assinou com a Penske somente para correr a Indy 500. Ele ainda participou do GP no traçado misto.
- Sebastián Saavedra (Juncos Racing): inscrito com o carro #17, Saavedra disputará a primeira corrida na Indy desde o GP de Sonoma de 2015, quando competia pela Chip Ganassi.

## O acidente com Sébastien Bourdais
No treino classificatório para as 500 Milhas, o francês Sébastien Bourdais, da equipe Dale Coyne Racing, sofreu um violento acidente quando era o mais rápido entre os 33 pilotos. O carro #18 ficou sem controle na entrada da curva 2 e bateu forte, a 372 km/h. A força do acidente foi de 118 G.
Levado ao Hospital Metodista de Indianápolis, Bourdais fraturou a bacia e o quadril, passando por uma cirurgia. Em decorrência das lesões, o francês ficará, além das 500 Milhas, ausente do restante do campeonato. A Dale Coyne definiu que o australiano James Davison disputará a prova.

## Grid de largada
(R) = Rookie; (V) = Vencedor das 500 Milhas
| Fila | Abre a fila | Abre a fila           | Meio | Meio                | Fecha a fila | Fecha a fila           |
| ---- | ----------- | --------------------- | ---- | ------------------- | ------------ | ---------------------- |
| 1    | 9           | Scott Dixon (V)       | 20   | Ed Carpenter        | 98           | Alexander Rossi (V)    |
| 2    | 26          | Takuma Sato           | 29   | Fernando Alonso (R) | 21           | J. R. Hildebrand       |
| 3    | 10          | Tony Kanaan (V)       | 27   | Marco Andretti      | 12           | Will Power             |
| 4    | 28          | Ryan Hunter-Reay (V)  | 19   | Ed Jones (R)        | 16           | Oriol Servià           |
| 5    | 7           | Mikhail Aleshin       | 15   | Graham Rahal        | 8            | Max Chilton            |
| 6    | 83          | Charlie Kimball       | 5    | James Hinchcliffe   | 22           | Juan Pablo Montoya (V) |
| 7    | 3           | Hélio Castroneves (V) | 77   | Jay Howard          | 24           | Sage Karam             |
| 8    | 2           | Josef Newgarden       | 1    | Simon Pagenaud      | 14           | Carlos Muñoz           |
| 9    | 88          | Gabby Chaves          | 4    | Conor Daly          | 50           | Jack Harvey (R)        |
| 10   | 63          | Pippa Mann            | 11   | Spencer Pigot       | 44           | Buddy Lazier (V)       |
| 11   | 17          | Sebastián Saavedra    | 40   | Zach Veach (R)      | 18           | James Davison          |

### Não se classificou
- Sébastien Bourdais (Dale Coyne Racing) - acidente nos treinos

## Resultado oficial
| Posição            | Número | Piloto                 | Equipe                                      | Motor     | Voltas Completadas | Tempo/Abandono    | Pit Stops | Classificação | Voltas Lideradas | Pontos |
| ------------------ | ------ | ---------------------- | ------------------------------------------- | --------- | ------------------ | ----------------- | --------- | ------------- | ---------------- | ------ |
| 1                  | 26     | Takuma Sato            | Andretti Autosport                          | Honda     | 200                | 3:13:03.3584      | 7         | 4             | 17               | 137    |
| 2                  | 3      | Hélio Castroneves (V)  | Team Penske                                 | Chevrolet | 200                | +0.2011           | 9         | 19            | 9                | 96     |
| 3                  | 19     | Ed Jones (R)           | Dale Coyne Racing                           | Honda     | 200                | +0.5278           | 9         | 11            | 0                | 93     |
| 4                  | 8      | Max Chilton            | Chip Ganassi Racing                         | Honda     | 200                | +1.1365           | 7         | 15            | 50               | 86     |
| 5                  | 10     | Tony Kanaan (V)        | Chip Ganassi Racing                         | Honda     | 200                | +1.6472           | 7         | 7             | 22               | 91     |
| 6                  | 22     | Juan Pablo Montoya (V) | Team Penske                                 | Chevrolet | 200                | +1.7154           | 7         | 18            | 1                | 73     |
| 7                  | 98     | Alexander Rossi (V)    | Andretti Herta Autosport                    | Honda     | 200                | +2.4222           | 7         | 3             | 23               | 91     |
| 8                  | 27     | Marco Andretti         | Andretti Autosport                          | Honda     | 200                | +2.5410           | 7         | 8             | 0                | 76     |
| 9                  | 88     | Gabby Chaves           | Harding Racing                              | Chevrolet | 200                | +3.8311           | 8         | 25            | 0                | 53     |
| 10                 | 14     | Carlos Muñoz           | A. J. Foyt Enterprises                      | Chevrolet | 200                | +4.5319           | 8         | 24            | 0                | 50     |
| 11                 | 20     | Ed Carpenter           | Ed Carpenter Racing                         | Chevrolet | 200                | +4.6228           | 10        | 2             | 5                | 79     |
| 12                 | 15     | Graham Rahal           | Rahal Letterman Lanigan Racing              | Honda     | 200                | +5.0310           | 9         | 14            | 2                | 57     |
| 13                 | 7      | Mikhail Aleshin        | Schmidt Peterson Motorsports                | Honda     | 200                | +5.6993           | 8         | 13            | 0                | 55     |
| 14                 | 1      | Simon Pagenaud         | Team Penske                                 | Chevrolet | 200                | +6.0513           | 9         | 23            | 0                | 43     |
| 15                 | 17     | Sebastián Saavedra     | Juncos Racing                               | Chevrolet | 200                | +12.6668          | 11        | 31            | 0                | 33     |
| 16                 | 21     | J. R. Hildebrand       | Ed Carpenter Racing                         | Chevrolet | 200                | +33.2191          | 8         | 6             | 2                | 61     |
| 17                 | 63     | Pippa Mann             | Dale Coyne Racing                           | Honda     | 199                | +1 Voltas         | 13        | 28            | 0                | 32     |
| 18                 | 11     | Spencer Pigot          | Juncos Racing                               | Chevrolet | 194                | + 6 Voltas        | 14        | 29            | 0                | 29     |
| 19                 | 2      | Josef Newgarden        | Team Penske                                 | Chevrolet | 186                | +14 Voltas        | 9         | 22            | 0                | 34     |
| 20                 | 18     | James Davison          | Dale Coyne Racing                           | Honda     | 183                | Colisão           | 10        | 33            | 2                | 21     |
| 21                 | 16     | Oriol Servià           | Rahal Letterman Lanigan Racing              | Honda     | 183                | Colisão           | 7         | 12            | 0                | 40     |
| 22                 | 5      | James Hinchcliffe      | Schmidt Peterson Motorsports                | Honda     | 183                | Colisão           | 8         | 17            | 0                | 33     |
| 23                 | 12     | Will Power             | Team Penske                                 | Chevrolet | 183                | Problema mecânico | 7         | 9             | 2                | 41     |
| 24                 | 29     | Fernando Alonso (R)    | McLaren-Honda-Andretti                      | Honda     | 179                | Problema mecânico | 7         | 5             | 27               | 47     |
| 25                 | 83     | Charlie Kimball        | Chip Ganassi Racing                         | Honda     | 166                | Problema mecânico | 6         | 16            | 5                | 29     |
| 26                 | 40     | Zach Veach (R)         | A. J. Foyt Enterprises                      | Chevrolet | 155                | Problema mecânico | 12        | 32            | 0                | 12     |
| 27                 | 28     | Ryan Hunter-Reay (V)   | Andretti Autosport                          | Honda     | 136                | Problema mecânico | 5         | 10            | 28               | 35     |
| 28                 | 24     | Sage Karam             | Dreyer & Reinbold Racing                    | Chevrolet | 125                | Problema mecânico | 5         | 21            | 0                | 23     |
| 29                 | 44     | Buddy Lazier (V)       | Lazier Partners Racing                      | Chevrolet | 118                | Colisão           | 5         | 30            | 0                | 14     |
| 30                 | 4      | Conor Daly             | A. J. Foyt Enterprises                      | Chevrolet | 65                 | Colisão           | 3         | 26            | 0                | 18     |
| 31                 | 50     | Jack Harvey (R)        | Michael Shank Racing com Andretti Autosport | Honda     | 65                 | Colisão           | 3         | 27            | 0                | 17     |
| 32                 | 9      | Scott Dixon (V)        | Chip Ganassi Racing                         | Honda     | 52                 | Colisão           | 1         | 1             | 5                | 53     |
| 33                 | 77     | Jay Howard             | Schmidt Peterson Motorsports                | Honda     | 45                 | Colisão           | 2         | 20            | 0                | 24     |
| OFFICIAL BOX SCORE |        |                        |                                             |           |                    |                   |           |               |                  |        |

Notes
1 A pontuação inclui os pontos da classificação para as 500 Milhas de Indianápolis de 2017, 1 ponto por liderar volta, e 2 pontos por mais voltas lideradas
Fonte dos resultados da 500 Milhas de Indianápolis de 2017: